# Aeroport LaGuardia
L'aeroport LaGuardia (en anglèsLaGuardia Airport; IATA: LGA, OACI: KLGA) es troba a la ciutat de Nova York, als Estats Units. El seu nom prové d'un antic alcalde de Nova York, Fiorello LaGuardia.
Posseeix dues pistes, la 4/22 i 13/31, ambdues d'iguals dimensions (2.134 x 46 m).
Es tracta del principal aeroport domèstic de la ciutat de Nova York, a causa de la seva localització centralitzada i la seva proximitat a Manhattan. L'aeroport LaGuardia se situa enfront de la badia de Flushing a Queens, a uns 13 km del centre de Manhattan. No obstant això, l'aeroport no disposa de duanes ni serveis d'immigració, i no es permeten vols d'entrada ni de sortida que excedeixin els 2.400 km, excepte els dissabtes o si és un vol procedent de Denver, a causa de la relació que uneix ambdues ciutats. Per tant, la majoria de vols internacionals es reben en els aeroports JFK o Newark.
La majoria de vols que parteixen de LaGuardia tenen destinació dins dels Estats Units. No obstant això, existeixen una sèrie d'excepcions en els casos en què els vols procedeixin d'aeroports que sí que disposen de duanes nord-americanes, com Ottawa i Toronto al Canadà, Freeport i Nassau a les Bahames, i Bermuda.